# Mané Ribeiro
Maria Manuela Ribeiro Pimentel Fernandes, conhecida artisticamente como Mané Ribeiro é uma reconhecida atriz portuguesa.[carece de fontes?]

## Biografia
Formada pelo IFICT (Instituto de Formação, Investigação e Criação Teatral), Mané Ribeiro é actriz profissional desde 1992.
Começou  a fazer teatro de revista com e pela mão de Maria João Abreu e José Raposo.
Na televisão, fez parte da primeira novela da TVI, Telhados de Vidro, tendo participado noutras produções desta estação como Ana e os Sete e Prédio do Vasco, para além de ter entrado no reality show Circo das Celebridades, em 2006.
Em 2015 foi concorrente na segunda temporada de Feitos ao Bife, em 2013.
A sua capacidade vocal permite-lhe ser uma das vozes mais requisitadas, para publicidade em rádio e televisão, ao longo dos últimos vinte anos. Participou também em dobragens para séries e animação.
Vive desde 2012 com o jornalista, Publisher e escritor, Tiago Galvão-Teles

## Televisão (como atriz)
- 1992 - Crónica do Tempo
- 1993 - Telhados de Vidro[3][4]
- 1995 - Apanhados
- 1995 - Roseira Brava
- 1995 - Malta Gira
- 1995 - Nico d'Obra
- 1996 - Polícias (série)
- 1996 - Vidas de Sal[3]
- 1998 - Médico de Família
- 1998 - Os Lobos[3]
- 1999 - Nós os Ricos
- 2000 - Jornalistas
- 2000 - Todo o Tempo do Mundo
- 2000 - Tem Palavra a Revista
- 2001 - Patilhas e Ventoinha
- 2001 - O Bairro da Fonte
- 2002 - Os Bons Vizinhos[3]
- 2002- O Olhar da Serpente
- 2003/2005 - Ana e os Sete[5]
- 2004 - Inspector Max
- 2004 - O Prédio do Vasco[5]
- 2007 - Morangos com Açúcar
- 2008 - Aqui Não Há Quem Viva
- 2008 - Conta-me Como Foi
- 2008 - Casos de Vida[3]
- 2010 - Liberdade 21[3]
- 2012 - A Família Mata
- 2013 - Portal do Tempo
- 2013 - A Casa é Minha
- 2014 - O Beijo do Escorpião
- 2014 - Jardins Proibidos
- 2015 - A Única Mulher

## Teatro
- 1998 - "Smog" - Teatroesfera[7]
- 2000 - "Tem Palavra a Revista" - Teatro Maria Vitória[7]
- 2003 - "Estádio da Nação" - Teatro Sá da Bandeira[7]
- 2004 - "Arre Potter Qu'é Demais" - Teatro Maria Vitória[7]
- 2005 - "O Peso Certo" - Digressão[7]
- 2008 - "Um Conto Americano" - Teatro Nacional D. Maria II[7]
- 2009 - "Família Folia" - Digressão[7]
- 2011 - "A Casa da Fama" - Teatro Armando Cortez[7]
- 2012 - "Sasha Gold" - Teatro Rápido[3]
- 2015 - As Noivas de Travolta - Auditório Municipal Eunice Muñoz
- 2017 - Vanya e Sonia e Masha e Spike - Teatro Armando Cortez[8]
- 2020 - O Julgamento do Chico do Cachené - Auditório Lourdes Norberto (Intervalo - Grupo de Teatro)
- 2022 - Sal e Pimenta - Centro Cultural de Carnide[9]
- 2022 - Monólogos da Vacina - Digressão[10]